# Jack Dennis

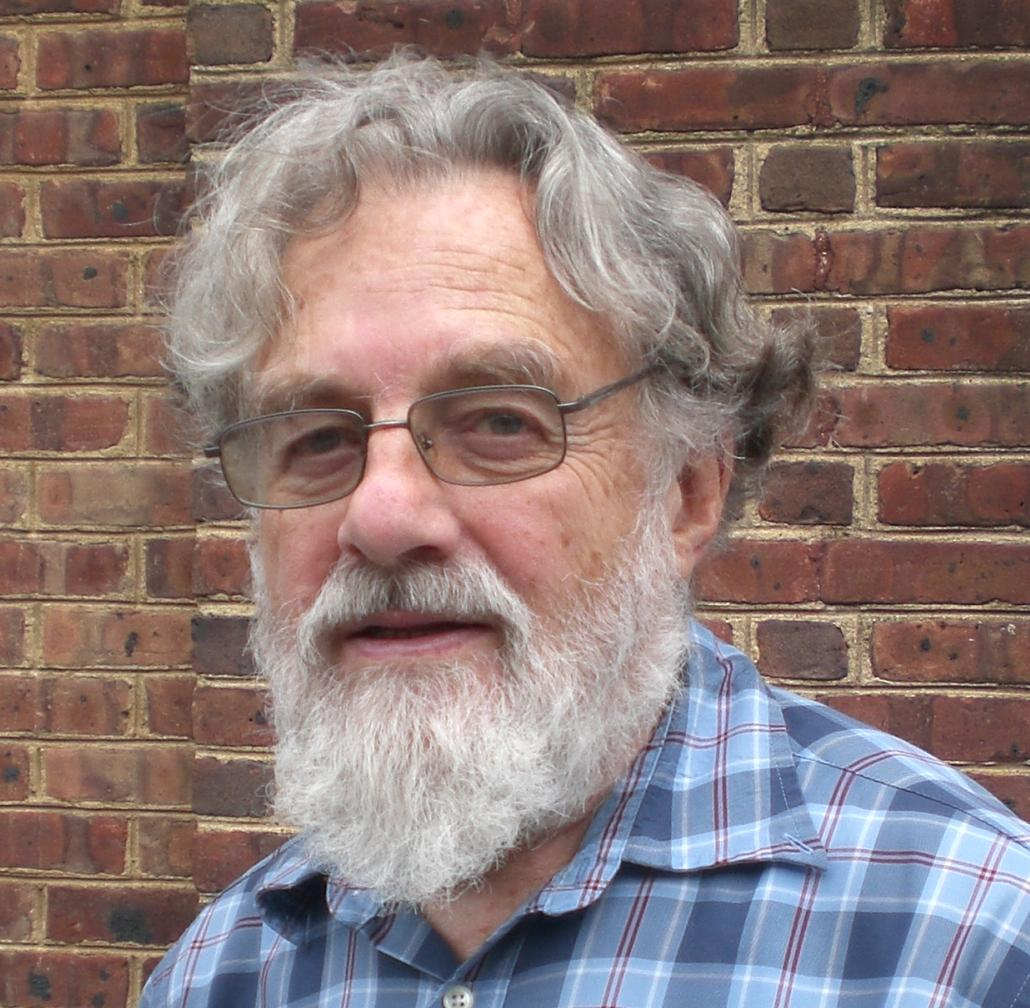
Jack Dennis

Jack Bonnell Dennis (* 13. Oktober 1931 in Elizabeth (New Jersey)) ist ein US-amerikanischer Informatiker.

## Leben und Wirken
Der Sohn von Wolcott Dennis aus Seattle und Nereide Bonnell studierte ab 1949 am Massachusetts Institute of Technology (MIT), erwarb 1954 seinen Master, wurde 1958 in Elektrotechnik promoviert und wurde 1969 Professor. 1987 emeritierte er. 1988 bis 2000 war er Präsident der Dataflow Computer Corporation. 1996 bis 2001 war er Chief Scientist von Acorn Networks.
Er war beteiligt an den ersten Arbeiten zum Time-Sharing auf der PDP-1 des MIT.
Später war er Gründungsmitglied des Multics-Projekts und entwickelte das single-level memory. Er war auch einer der Begründer des Konzepts der Datenfluss-Architektur.
1984 erhielt er den Eckert-Mauchly Award. Für 2013 wurde ihm die John-von-Neumann-Medaille zugesprochen. Er ist Fellow der IEEE und der Association for Computing Machinery (ACM). 
Er ist seit 1982 verheiratet und hat drei Kinder.

## Belege
1. ↑  http://www.bookrags.com/biography/jack-b-dennis-wcs/
2. ↑  http://csg.csail.mit.edu/Users/dennis/biography.htm
3. ↑  Lebens- und Karrieredaten nach American Men and Women of Science, Thomson Gale 2004

| Personendaten    | Personendaten                             |
| ---------------- | ----------------------------------------- |
| NAME             | Dennis, Jack                              |
| ALTERNATIVNAMEN  | Dennis, Jack Bonnell (vollständiger Name) |
| KURZBESCHREIBUNG | US-amerikanischer Informatiker            |
| GEBURTSDATUM     | 13. Oktober 1931                          |
| GEBURTSORT       | Elizabeth (New Jersey)                    |